# Lijst van landen in 1963
Hieronder volgt een lijst van landen van de wereld in 1963.

## Uitleg
- Op 1 januari 1963 waren er 123 onafhankelijke staten die door een ruime meerderheid van de overige staten erkend werden (inclusief Andorra). In 1963 kwamen daar Kenia en Zanzibar bij als onafhankelijke staten.
- Alle de facto onafhankelijke staten zonder ruime internationale erkenning zijn weergegeven onder het kopje niet algemeen erkende landen.
- Afhankelijke gebieden en gebieden die vaak als afhankelijk gebied werden beschouwd, zijn weergegeven onder het kopje niet-onafhankelijke gebieden.
- Autonome gebieden, bezette gebieden, territoriale aanspraken op Antarctica en micronaties zijn niet op deze pagina weergegeven.

## Staatkundige veranderingen in 1963
- 18 januari: de Kolonie Aden gaat op in de eerder gevormde Zuid-Arabische Federatie. De protectoraten van het Protectoraat Aden die niet opgegaan zijn in de Zuid-Arabische Federatie vormen het Protectoraat Zuid-Arabië.
- 21 januari: het de facto onafhankelijke Katanga gaat weer bij Congo-Leopoldstad horen.
- 7 april: de officiële naam van Joegoslavië verandert van de Federale Volksrepubliek Joegoslavië in de Socialistische Federale Republiek Joegoslavië.
- 25 april: het Verenigd Koninkrijk Libië wordt het Koninkrijk Libië.
- 1 mei: het door de Verenigde Naties bestuurde Westelijk Nieuw-Guinea komt bij Indonesië.
- 1 juni: Kenia wordt een Britse kroonkolonie met zelfbestuur.
- 31 augustus: Singapore verklaart zich onafhankelijk van het Verenigd Koninkrijk. Noord-Borneo verkrijgt zelfbestuur onder de naam Sabah en ook Sarawak verkrijgt zelfbestuur.
- 16 september: Malakka, Singapore, Sarawak en Sabah worden verenigd onder de naam Maleisië.
- 23 september: het de facto onafhankelijke Suvadiva gaat weer bij de Britse Maldive-eilanden horen.
- 1 oktober: Nigeria wordt een republiek. De officiële naam van het land wijzigt van de Federatie van Nigeria in de Federale Republiek Nigeria.
- 3 oktober: Gambia wordt een Britse kroonkolonie met zelfbestuur.
- 3 oktober: Swaziland en het Protectoraat Beetsjoeanaland vallen niet meer onder de High Commission Territories.
- 9 oktober: in Oeganda wordt de monarchie afgeschaft. De officiële naam van verandert van Oeganda in Soevereine Staat Oeganda.
- 10 december: het Sultanaat Zanzibar wordt onafhankelijk van het Verenigd Koninkrijk.
- 12 december: de Kolonie en Protectoraat Kenia wordt onafhankelijk van het Verenigd Koninkrijk als Kenia.
- 31 december: de Britse kroonkolonie Rhodesië en Nyasaland wordt opgesplitst in Noord-Rhodesië, Zuid-Rhodesië en Nyasaland.

## Algemeen erkende landen

### A
| Korte landsnaam (Nederlands) | Officiële landsnaam (Nederlands)      | Korte landsnaam (oorspronkelijke taal/talen) |
| ---------------------------- | ------------------------------------- | -------------------------------------------- |
| Afghanistan                  | Koninkrijk Afghanistan                | Dari en Pasjtoe: Afghānestān / افغانستان     |
| Albanië                      | Volksrepubliek Albanië                | Albanees: Shqipëria                          |
| Algerije                     | Democratische Volksrepubliek Algerije | Arabisch: al-Jazā'ir / الجزائر               |
| Andorra                      | Vorstendom Andorra                    | Catalaans: Andorra                           |
| Argentinië                   | Argentijnse Republiek                 | Spaans: Argentina                            |
| Australië                    | Gemenebest Australië                  | Engels: Australia                            |

### B
| Korte landsnaam (Nederlands)              | Officiële landsnaam (Nederlands)               | Korte landsnaam (oorspronkelijke taal/talen)      |
| ----------------------------------------- | ---------------------------------------------- | ------------------------------------------------- |
| België                                    | Koninkrijk België                              | Duits: Belgien Frans: Belgique Nederlands: België |
| Bhutan                                    | Koninkrijk Bhutan                              | Dzongkha: Druk Yul / འབྲུག་ཡུལ་                      |
| Birma                                     | Unie van Birma                                 | Birmees: Bama /                                   |
| Bolivia                                   | Republiek Bolivia                              | Spaans: Bolivia                                   |
| Bondsrepubliek Duitsland (West-Duitsland) | Bondsrepubliek Duitsland                       | Duits: Bundesrepublik / Deutschland               |
| Brazilië                                  | Republiek van de Verenigde Staten van Brazilië | Portugees: Brasil                                 |
| Bulgarije                                 | Volksrepubliek Bulgarije                       | Bulgaars: Bălgarija / България                    |
| Burundi                                   | Koninkrijk Burundi                             | Frans: Burundi Kirundi: Uburundi                  |

### C
| Korte landsnaam (Nederlands)                  | Officiële landsnaam (Nederlands) | Korte landsnaam (oorspronkelijke taal/talen) |
| --------------------------------------------- | -------------------------------- | -------------------------------------------- |
| Cambodja                                      | Koninkrijk Cambodja              | Khmer: Kampuchéa / កម្ពុជា                      |
| Canada                                        | Dominion Canada                  | Engels en Frans: Canada                      |
| Centraal-Afrikaanse Republiek                 | Centraal-Afrikaanse Republiek    | Frans: République centrafricaine             |
| Ceylon                                        | Ceylon                           | Singalees: Srī Lankā / ශ්‍රී ලංකා                  |
| Chili                                         | Republiek Chili                  | Spaans: Chile                                |
| China                                         | Republiek China                  | Mandarijn: Zhongguo / 中國                   |
| Colombia                                      | Republiek Colombia               | Spaans: Colombia                             |
| Congo-Brazzaville                             | Republiek Congo                  | Frans: Congo                                 |
| (tot 1 juli) Congo-Leopoldstad (vanaf 1 juli) | Republiek Congo                  | Frans: Congo                                 |
| Costa Rica                                    | Republiek Costa Rica             | Spaans: Costa Rica                           |
| Cuba                                          | Republiek Cuba                   | Spaans: Cuba                                 |
| Cyprus                                        | Republiek Cyprus                 | Grieks: Kypros / Κυπρος Turks: Kıbrıs        |

### D
| Korte landsnaam (Nederlands)                    | Officiële landsnaam (Nederlands) | Korte landsnaam (oorspronkelijke taal/talen) |
| ----------------------------------------------- | -------------------------------- | -------------------------------------------- |
| Dahomey                                         | Republiek Dahomey                | Frans: Dahomey                               |
| Duitse Democratische Republiek (Oost-Duitsland) | Duitse Democratische Republiek   | Duits: DDR                                   |
| Denemarken                                      | Koninkrijk Denemarken            | Deens: Danmark                               |
| Dominicaanse Republiek                          | Dominicaanse Republiek           | Spaans: República Dominicana                 |

### E
| Korte landsnaam (Nederlands) | Officiële landsnaam (Nederlands) | Korte landsnaam (oorspronkelijke taal/talen) |
| ---------------------------- | -------------------------------- | -------------------------------------------- |
| Ecuador                      | Republiek Ecuador                | Spaans: Ecuador                              |
| El Salvador                  | Republiek El Salvador            | Spaans: El Salvador                          |
| Ethiopië                     | Keizerrijk Ethiopië              | Amhaars: Ītyop'iya / ኢትዮጵያ                   |

### F
| Korte landsnaam (Nederlands) | Officiële landsnaam (Nederlands) | Korte landsnaam (oorspronkelijke taal/talen) |
| ---------------------------- | -------------------------------- | -------------------------------------------- |
| Filipijnen                   | Republiek der Filipijnen         | Engels: Philippines Filipijns: Pilipinas     |
| Finland                      | Republiek Finland                | Fins: Suomi Zweeds: Finland                  |
| Frankrijk                    | Franse Republiek                 | Frans: France                                |

### G
| Korte landsnaam (Nederlands) | Officiële landsnaam (Nederlands) | Korte landsnaam (oorspronkelijke taal/talen) |
| ---------------------------- | -------------------------------- | -------------------------------------------- |
| Gabon                        | Republiek Gabon                  | Frans: Gabon                                 |
| Ghana                        | Republiek Ghana                  | Engels: Ghana                                |
| Griekenland                  | Koninkrijk Griekenland           | Grieks: Hellas / 'Ελλας                      |
| Guatemala                    | Republiek Guatemala              | Spaans: Guatemala                            |
| Guinee                       | Republiek Guinee                 | Frans: Guinée                                |

### H
| Korte landsnaam (Nederlands) | Officiële landsnaam (Nederlands) | Korte landsnaam (oorspronkelijke taal/talen) |
| ---------------------------- | -------------------------------- | -------------------------------------------- |
| Haïti                        | Republiek Haïti                  | Frans: Haïti Haïtiaans-Creools: Ayiti        |
| Honduras                     | Republiek Honduras               | Spaans: Honduras                             |
| Hongarije                    | Volksrepubliek Hongarije         | Hongaars: Magyarország                       |

### I
| Korte landsnaam (Nederlands)       | Officiële landsnaam (Nederlands) | Korte landsnaam (oorspronkelijke taal/talen)            |
| ---------------------------------- | -------------------------------- | ------------------------------------------------------- |
| Ierland                            | Ierland                          | Engels: Ireland Iers: Éire                              |
| IJsland                            | IJsland                          | IJslands: Ísland                                        |
| India                              | Republiek India                  | Engels: India Hindi: Bhārat / भारत                       |
| Indonesië                          | Republiek Indonesië              | Indonesisch: Indonesia                                  |
| (tot 31 juli) Irak (vanaf 31 juli) | Republiek Irak                   | Arabisch: al-ʿIrāq / العراق                             |
| Iran                               | Keizerrijk Iran                  | Perzisch: Īrān / ایران                                  |
| Israël                             | Staat Israël                     | Arabisch: Isrāʾīl / اسرائيل Hebreeuws: Yisra'el / ישראל |
| Italië                             | Italiaanse Republiek             | Italiaans: Italia                                       |
| Ivoorkust                          | Republiek Ivoorkust              | Frans: Côte d'Ivoire                                    |

### J
| Korte landsnaam (Nederlands) | Officiële landsnaam (Nederlands)                                                                                | Korte landsnaam (oorspronkelijke taal/talen)                                    |
| ---------------------------- | --- | ------------------------------------------------------------------------------- |
| Jamaica                      | Jamaica | Engels: Jamaica                                                                 |
| Japan                        | Japan | Japans: Nihon / 日本                                                            |
| Jemen                        | Jemenitische Arabische Republiek                                                                                | Arabisch: al-Yaman / اليمن                                                      |
| Joegoslavië                  | Federale Volksrepubliek Joegoslavië (tot 7 april) Socialistische Federale Republiek Joegoslavië (vanaf 7 april) | Macedonisch en Servo-Kroatisch: Jugoslavija / Југославија Sloveens: Jugoslavija |
| Jordanië                     | Hasjemitisch Koninkrijk Jordanië                                                                                | Arabisch: al-ʾUrdun / الأردن                                                    |

### K
| Korte landsnaam (Nederlands) | Officiële landsnaam (Nederlands) | Korte landsnaam (oorspronkelijke taal/talen) |
| ---------------------------- | -------------------------------- | -------------------------------------------- |
| Kameroen                     | Federale Republiek Kameroen      | Engels: Cameroon Frans: Cameroun             |
| Kenia (vanaf 12 december)    | Kenia                            | Engels en Swahili: Kenya                     |
| Koeweit                      | Staat Koeweit                    | Arabisch: al-Kuwayt / الكويت                 |

### L
| Korte landsnaam (Nederlands) | Officiële landsnaam (Nederlands)                                           | Korte landsnaam (oorspronkelijke taal/talen) |
| ---------------------------- | -------------------------------------------------------------------------- | -------------------------------------------- |
| Laos                         | Koninkrijk Laos                                                            | Laotiaans: Lao / ນລາວ                        |
| Libanon                      | Republiek Libanon                                                          | Arabisch: Lubnān / لبنان                     |
| Liberia                      | Republiek Liberia                                                          | Engels: Liberia                              |
| Libië                        | Verenigd Koninkrijk Libië (tot 25 april) Koninkrijk Libië (vanaf 25 april) | Arabisch: Lībiyyā / ليبيا                    |
| Liechtenstein                | Vorstendom Liechtenstein                                                   | Duits: Liechtenstein                         |
| Luxemburg                    | Groothertogdom Luxemburg                                                   | Duits: Luxemburg Frans: Luxembourg           |

### M
| Korte landsnaam (Nederlands)  | Officiële landsnaam (Nederlands)  | Korte landsnaam (oorspronkelijke taal/talen)         |
| ----------------------------- | --------------------------------- | ---------------------------------------------------- |
| Malagasië                     | Republiek Malagasië               | Frans: République malgache Plateaumalagasi: Malagasy |
| Malakka (tot 16 september)    | Federatie van Malakka             | Engels: Malaya Maleis: Persekutuan Tanah Melayu      |
| Maleisië (vanaf 16 september) | Maleisië                          | Maleis: Malaysia                                     |
| Mali                          | Republiek Mali                    | Frans: Mali                                          |
| Marokko                       | Koninkrijk Marokko                | Arabisch: al-Maghrib / المغرب                        |
| Mauritanië                    | Islamitische Republiek Mauritanië | Arabisch: Mūrītāniyyā / موريتانيا                    |
| Mexico                        | Verenigde Mexicaanse Staten       | Spaans: México                                       |
| Monaco                        | Vorstendom Monaco                 | Frans: Monaco                                        |
| Mongolië                      | Volksrepubliek Mongolië           | Mongools: Mongol Uls / Монгол Улс /                  |

### N
| Korte landsnaam (Nederlands) | Officiële landsnaam (Nederlands)                                                   | Korte landsnaam (oorspronkelijke taal/talen) |
| ---------------------------- | ---------------------------------------------------------------------------------- | -------------------------------------------- |
| Nederland                    | Koninkrijk der Nederlanden                                                         | Nederlands: Nederland                        |
| Nepal                        | Koninkrijk Nepal                                                                   | Nepalees: Nepal / नेपाल                        |
| Nicaragua                    | Republiek Nicaragua                                                                | Spaans: Nicaragua                            |
| Nieuw-Zeeland                | Dominion Nieuw-Zeeland                                                             | Engels: New Zealand                          |
| Niger                        | Republiek Niger                                                                    | Frans: Niger                                 |
| Nigeria                      | Federatie van Nigeria (tot 1 oktober) Federale Republiek Nigeria (vanaf 1 oktober) | Engels: Nigeria                              |
| Noord-Korea                  | Democratische Volksrepubliek Korea                                                 | Koreaans: Chosŏn / 조선                      |
| Noord-Vietnam                | Democratische Republiek Vietnam                                                    | Vietnamees: Việt Nam                         |
| Noorwegen                    | Koninkrijk Noorwegen                                                               | Bokmål: Norge Nynorsk: Noreg                 |

### O
| Korte landsnaam (Nederlands) | Officiële landsnaam (Nederlands)                                   | Korte landsnaam (oorspronkelijke taal/talen) |
| ---------------------------- | ------------------------------------------------------------------ | -------------------------------------------- |
| Oeganda                      | Oeganda (tot 9 oktober) Soevereine Staat Oeganda (vanaf 9 oktober) | Engels: Uganda                               |
| Oostenrijk                   | Republiek Oostenrijk                                               | Duits: Österreich                            |
| Opper-Volta                  | Republiek Opper-Volta                                              | Frans: Haute-Volta                           |

### P
| Korte landsnaam (Nederlands) | Officiële landsnaam (Nederlands) | Korte landsnaam (oorspronkelijke taal/talen) |
| ---------------------------- | -------------------------------- | -------------------------------------------- |
| Pakistan                     | Republiek Pakistan               | Engels: Pakistan Urdu: Pākistān / پاکستان    |
| Panama                       | Republiek Panama                 | Spaans: Panamá                               |
| Paraguay                     | Republiek Paraguay               | Spaans: Paraguay                             |
| Peru                         | Peruviaanse Republiek            | Spaans: Perú                                 |
| Polen                        | Volksrepubliek Polen             | Pools: Polska                                |
| Portugal                     | Portugese Republiek              | Portugees: Portugal                          |

### R
| Korte landsnaam (Nederlands) | Officiële landsnaam (Nederlands) | Korte landsnaam (oorspronkelijke taal/talen) |
| ---------------------------- | -------------------------------- | -------------------------------------------- |
| Roemenië                     | Volksrepubliek Roemenië          | Roemeens: România                            |
| Rwanda                       | Republiek Rwanda                 | Frans en Kinyarwanda: Rwanda                 |

### S
| Korte landsnaam (Nederlands)                 | Officiële landsnaam (Nederlands)                 | Korte landsnaam (oorspronkelijke taal/talen)                                               |
| -------------------------------------------- | ------------------------------------------------ | ------------------------------------------------------------------------------------------ |
| San Marino                                   | Republiek San Marino                             | Italiaans: San Marino                                                                      |
| Saoedi-Arabië                                | Koninkrijk Saoedi-Arabië                         | Arabisch: al-ʿArabiya as-Saʿūdiyya / العربيّة السعودية                                      |
| Senegal                                      | Republiek Senegal                                | Frans: Sénégal                                                                             |
| Sierra Leone                                 | Sierra Leone                                     | Engels: Sierra Leone                                                                       |
| Singapore (van 31 augustus tot 16 september) | Staat Singapore                                  | Engels: Singapore Maleis: Singapura Mandarijn: Xinjiapo / 新加坡 Tamil: Čiṅkappūr / சிங்கப்பூர் |
| Soedan                                       | Republiek Soedan                                 | Arabisch: as-Sūdān / السودان                                                               |
| Somalië                                      | Somalische Republiek                             | Arabisch: Aṣ-Ṣūmāl / الصومال Somalisch: Soomaaliya                                         |
| Sovjet-Unie                                  | Unie van Socialistische Sovjetrepublieken (USSR) | Russisch: Sovjetski Sojoez / Советский Союз                                                |
| Spanje                                       | Spaanse Staat                                    | Spaans: España                                                                             |
| (tot 8 maart) Syrië (vanaf 8 maart)          | Arabische Republiek Syrië                        | Arabisch: Sūrīyā / سوريا                                                                   |

### T
| Korte landsnaam (Nederlands) | Officiële landsnaam (Nederlands)           | Korte landsnaam (oorspronkelijke taal/talen)         |
| ---------------------------- | ------------------------------------------ | ---------------------------------------------------- |
| Tanganyika                   | Republiek Tanganyika                       | Engels: Tanganyika                                   |
| Thailand                     | Koninkrijk Thailand                        | Thai: Prathet Thai / ประเทศไทย                       |
| Togo                         | Republiek Togo                             | Frans: Togo                                          |
| Trinidad en Tobago           | Trinidad en Tobago                         | Engels: Trinidad and Tobago                          |
| Tsjaad                       | Republiek Tsjaad                           | Arabisch: Tšād / تشاد Frans: Tchad                   |
| Tsjecho-Slowakije            | Tsjecho-Slowaakse Socialistische Republiek | Slowaaks: Česko-Slovensko Tsjechisch: Československo |
| Tunesië                      | Republiek Tunesië                          | Arabisch: Tūnis / تونس                               |
| Turkije                      | Republiek Turkije                          | Turks: Türkiye                                       |

### U
| Korte landsnaam (Nederlands) | Officiële landsnaam (Nederlands)    | Korte landsnaam (oorspronkelijke taal/talen) |
| ---------------------------- | ----------------------------------- | -------------------------------------------- |
| Uruguay                      | Republiek ten oosten van de Uruguay | Spaans: Uruguay                              |

### V
| Korte landsnaam (Nederlands)  | Officiële landsnaam (Nederlands)                          | Korte landsnaam (oorspronkelijke taal/talen)                                 |
| ----------------------------- | --------------------------------------------------------- | ---------------------------------------------------------------------------- |
| Vaticaanstad                  | Staat Vaticaanstad                                        | Italiaans: Città del Vaticano                                                |
| Venezuela                     | Verenigde Staten van Venezuela                            | Spaans: Venezuela                                                            |
| Verenigd Koninkrijk           | Verenigd Koninkrijk van Groot-Brittannië en Noord-Ierland | Engels: United Kingdom                                                       |
| Verenigde Arabische Republiek | Verenigde Arabische Republiek                             | Arabisch: Al-Jumhuriyah al-'Arabia al-Muttahidah / الجمهورية العربية المتحدة |
| Verenigde Staten              | Verenigde Staten van Amerika                              | Engels: United States                                                        |

### W
| Korte landsnaam (Nederlands) | Officiële landsnaam (Nederlands) | Korte landsnaam (oorspronkelijke taal/talen)   |
| ---------------------------- | -------------------------------- | ---------------------------------------------- |
| West-Samoa                   | Onafhankelijke Staat West-Samoa  | Engels: Western Samoa Samoaans: Sāmoa i Sisifo |

### Z
| Korte landsnaam (Nederlands) | Officiële landsnaam (Nederlands) | Korte landsnaam (oorspronkelijke taal/talen)                        |
| ---------------------------- | -------------------------------- | ------------------------------------------------------------------- |
| Zanzibar (vanaf 10 december) | Sultanaat Zanzibar               | Arabisch: Zanjibār / زنجبار                                         |
| Zuid-Afrika                  | Republiek Zuid-Afrika            | Afrikaans: Suid-Afrika Engels: South Africa Nederlands: Zuid-Afrika |
| Zuid-Korea                   | Republiek Korea                  | Koreaans: Han Kuk / 한국                                            |
| Zuid-Vietnam                 | Republiek Vietnam                | Vietnamees: Việt Nam                                                |
| Zweden                       | Koninkrijk Zweden                | Zweeds: Sverige                                                     |
| Zwitserland                  | Zwitserse Bondsstaat             | Duits: Schweiz Frans: Suisse Italiaans: Svizzera                    |

## Niet algemeen erkende landen
In onderstaande lijst zijn landen opgenomen die een ruime internationale erkenning misten, maar wel de facto onafhankelijk waren en de onafhankelijkheid hadden uitgeroepen.
| Korte landsnaam (Nederlands) | Officiële landsnaam (Nederlands) | Korte landsnaam (oorspronkelijke taal/talen) |
| ---------------------------- | -------------------------------- | -------------------------------------------- |
| China                        | Volksrepubliek China             | Standaardmandarijn: Zhongguo / 中国          |
| Katanga (tot 21 januari)     | Staat Katanga                    | Frans: Katanga                               |
| Rwenzururu                   | Koninkrijk Rwenzururu            | Engels en Konjo: Rwenzururu                  |
| Suvadiva (tot 23 september)  | Verenigde Republiek Suvadiva     | Divehi: Suvadive / ސުވައިދީބު                     |

## Niet-onafhankelijke gebieden
Hieronder staat een lijst van afhankelijke gebieden inclusief Åland en Spitsbergen. Antarctische claims zijn niet in de lijst opgenomen.

### Amerikaans-Britse condominia
| Korte landsnaam (Nederlands) | Status      | Korte landsnaam (oorspronkelijke taal/talen) |
| ---------------------------- | ----------- | -------------------------------------------- |
| Canton en Enderbury          | Condominium | Engels: Canton and Enderbury Islands         |

### Amerikaanse niet-onafhankelijke gebieden
De Amerikaanse Maagdeneilanden, Guam en Puerto Rico waren organized unincorporated territories, wat wil zeggen dat het afhankelijke gebieden waren van de Verenigde Staten met een bepaalde vorm van zelfbestuur. Daarnaast waren er nog een aantal unorganized unincorporated territories: Amerikaans-Samoa, Baker, Howland, Jarvis, Johnston, Kingman, Midway, Navassa, de Panamakanaalzone, de Petreleilanden, Quita Sueño, Roncador, Serrana, Serranilla, de Swaneilanden en Wake. Deze gebieden waren ook afhankelijke gebieden van de VS, maar kenden geen vorm van zelfbestuur. Palmyra was een unorganized incorporated territory en was dus wel een integraal onderdeel van de Verenigde Staten, maar werd vaak wel als afhankelijk gebied beschouwd. Het Trustgebied van de Pacifische Eilanden was een trustgebied van de Verenigde Naties onder Amerikaans bestuur.
Diverse eilandgebieden werden door de Verenigde Staten geclaimd als unorganized unincorporated territories, maar werden door andere landen bestuurd. De eilandgebieden Birnie, Caroline, Fanning, Flint, Funafuti, Gardner, Kersteiland, Malden, McKean, Nukufetau, Nukulaelae, Niulakita, Phoenix, Starbuck, Sydney, Vostok en Washington vielen onder het bestuur van het Verenigd Koninkrijk (als onderdeel van de Gilbert- en Ellice-eilanden). De eilandgebieden Manihiki, Penrhyn, Pukapuka en Rakahanga vielen onder het bestuur van de Nieuw-Zeeland (als onderdeel van de Cookeilanden); en de eilandgebieden Atafu, Bowditch en Nukunonu vielen onder het bestuur van Nieuw-Zeeland (als onderdeel van de Tokelau-eilanden).
| Korte landsnaam (Nederlands)          | Status                                             | Korte landsnaam (oorspronkelijke taal/talen)           |
| ------------------------------------- | -------------------------------------------------- | ------------------------------------------------------ |
| Amerikaanse Maagdeneilanden           | Organized unincorporated territory                 | Engels: United States Virgin Islands                   |
| Amerikaans-Samoa                      | Unorganized unincorporated territory               | Engels: American Samoa Samoaans: Amerika Sāmoa         |
| Baker                                 | Unorganized unincorporated territory               | Engels: Baker Island                                   |
| Guam                                  | Organized unincorporated territory                 | Engels: Guam Chamorro: Guåhan                          |
| Howland                               | Unorganized unincorporated territory               | Engels: Howland Island                                 |
| Jarvis                                | Unorganized unincorporated territory               | Engels: Jarvis Island                                  |
| Johnston                              | Unorganized unincorporated territory               | Engels: Johnston Atoll                                 |
| Kingman                               | Unorganized unincorporated territory               | Engels: Kingman Reef                                   |
| Midway                                | Unorganized unincorporated territory               | Engels: Midway Islands                                 |
| Navassa                               | Unorganized unincorporated territory               | Engels: Navassa Island                                 |
| Palmyra                               | Unorganized incorporated territory                 | Engels: Palmyra Atoll                                  |
| Panamakanaalzone                      | Unorganized unincorporated territory               | Engels: Panama Canal Zone                              |
| Petreleilanden                        | Unorganized unincorporated territory               | Engels: Petrel Islands                                 |
| Puerto Rico                           | Organized unincorporated territory (Gemenebest)    | Engels en Spaans: Puerto Rico                          |
| Quita Sueño                           | Unorganized unincorporated territory               | Engels: Quitasueño Bank                                |
| Riukiu-eilanden                       | Militaire bezetting met burgerlijk bestuur (USCAR) | Engels: Riukiu Islands Japans: Ryūkyū-shotō / 琉球諸島 |
| Roncador                              | Unorganized unincorporated territory               | Engels: Roncador Bank                                  |
| Serrana                               | Unorganized unincorporated territory               | Engels: Serrana Bank                                   |
| Serranilla                            | Unorganized unincorporated territory               | Engels: Serranilla Bank                                |
| Swaneilanden                          | Unorganized unincorporated territory               | Engels: Swan Islands                                   |
| Trustschap van de Pacifische Eilanden | Trustgebied                                        | Engels: Trust Territory of the Pacific Islands         |
| Wake                                  | Unorganized unincorporated territory               | Engels: Wake Island                                    |

### Australisch-Brits-Nieuw-Zeelands territorium
| Korte landsnaam (Nederlands) | Status     | Korte landsnaam (oorspronkelijke taal/talen) |
| ---------------------------- | ---------- | -------------------------------------------- |
| Nauru                        | Trustschap | Engels: Nauru                                |

### Australische niet-onafhankelijke gebieden
De externe territoria van Australië werden door de Australische overheid gezien als een integraal onderdeel van Australië, maar werden vaak toch beschouwd als afhankelijke gebieden van Australië. Het Australisch Antarctisch Territorium werd als claim internationaal niet erkend en is derhalve niet in deze lijst opgenomen.
| Korte landsnaam (Nederlands) | Status                            | Korte landsnaam (oorspronkelijke taal/talen) |
| ---------------------------- | --------------------------------- | -------------------------------------------- |
| Christmaseiland              | Extern territorium                | Engels: Christmas Island                     |
| Cocoseilanden                | Extern territorium                | Engels: Cocos (Keeling) Islands              |
| Heard en McDonaldeilanden    | Extern territorium                | Engels: Heard Island and McDonald Islands    |
| Norfolk                      | Extern territorium                | Engels: Norfolk Island                       |
| Papoea en Nieuw-Guinea       | Trustgebied en extern territorium | Engels: Papua and New Guinea                 |

### Brits-Franse condominia
| Korte landsnaam (Nederlands) | Status      | Korte landsnaam (oorspronkelijke taal/talen)  |
| ---------------------------- | ----------- | --------------------------------------------- |
| Nieuwe Hebriden              | Condominium | Engels: New Hebrides Frans: Nouvelle-Hébrides |

### Britse niet-onafhankelijke gebieden
In onderstaande lijst zijn onder meer de Britse (kroon)kolonies en protectoraten weergegeven. De claim van het Brits Antarctisch Territorium werd internationaal niet erkend en daarom is deze kolonie niet in de lijst opgenomen. Jersey, Guernsey en Man hadden als Britse Kroonbezittingen niet de status van kolonie, maar hadden een andere relatie tot het Verenigd Koninkrijk. Brunei, de Maldivische Eilanden en Tonga stonden als protected states onder Britse protectie, maar waren, in tegenstelling tot daadwerkelijke protectoraten, grotendeels autonoom aangaande interne aangelegenheden. De Britse Salomonseilanden, Canton en Enderbury (een Amerikaans-Brits condominium), de Gilbert- en Ellice-eilanden en de Nieuwe Hebriden (een Brits-Frans condominium) werden door één enkele vertegenwoordiger van de Britse Kroon bestuurd onder de naam Britse West-Pacifische Territoria, maar zijn wel apart in de lijst opgenomen.  Basutoland, Beetsjoeanaland (tot 3 oktober) en Swaziland (tot 3 oktober) vielen onder de High Commission Territories, maar zijn ook apart in de lijst opgenomen. Bahrein, Muscat en Oman, Qatar en de Verdragsstaten waren protected states en vielen als zodanig onder de Persian Gulf Residency. Ook deze landen zijn apart in de lijst opgenomen.
| Korte landsnaam (Nederlands)                                                    | Status | Korte landsnaam (oorspronkelijke taal/talen)                                                  |
| ------------------------------------------------------------------------------- | --- | --------------------------------------------------------------------------------------------- |
| Aden (tot 18 januari)                                                           | Kroonkolonie | Engels: Aden Colony                                                                           |
| Aden (tot 18 januari)                                                           | Protectoraat | Arabisch: Maḥmiyyat ʿAdan / محمية عدن Engels: Aden Protectorate                               |
| Akrotiri en Dhekelia                                                            | Kolonie | Engels: Akrotiri and Dhekelia Grieks: Akrotiri kai Dhekelia / Ακρωτήρι και Δεκέλεια           |
| Antigua                                                                         | Kroonkolonie | Engels: Antigua                                                                               |
| Bahama-eilanden                                                                 | Kroonkolonie | Engels: Bahama Islands                                                                        |
| Bahrein                                                                         | Protected state | Arabisch: al-Bahrayn / البحرين Engels: Bahrain                                                |
| Barbados                                                                        | Kroonkolonie | Engels: Barbados                                                                              |
| Basutoland                                                                      | Kolonie | Engels: Basutoland                                                                            |
| Beetsjoeanaland                                                                 | Protectoraat | Engels: Bechuanaland                                                                          |
| Bermuda                                                                         | Kroonkolonie | Engels: Bermuda                                                                               |
| Britse Maagdeneilanden                                                          | Kroonkolonie | Engels: British Virgin Islands                                                                |
| Britse Salomonseilanden                                                         | Protectoraat | Engels: British Solomon Islands                                                               |
| Brits-Guiana                                                                    | Kroonkolonie | Engels: British Guiana                                                                        |
| Brits-Honduras                                                                  | Kroonkolonie | Engels: British Honduras                                                                      |
| Brunei                                                                          | Protected state: Staat Brunei Darussalam                                                                            | Engels en Maleis: Brunei                                                                      |
| Dominica                                                                        | Kroonkolonie | Engels: Dominica                                                                              |
| Falklandeilanden                                                                | Kroonkolonie | Engels: Falkland Islands                                                                      |
| Fiji                                                                            | Kroonkolonie | Engels: Fiji                                                                                  |
| Gambia                                                                          | Protectoraat en Kroonkolonie (tot 3 oktober) Protectoraat en Kroonkolonie met zelfbestuur (vanaf 3 oktober)         | Engels: The Gambia                                                                            |
| Gibraltar                                                                       | Kroonkolonie | Engels: Gibraltar                                                                             |
| Gilbert- en Ellice-eilanden                                                     | Kroonkolonie | Engels: Gilbert and Ellice Islands                                                            |
| Grenada                                                                         | Kroonkolonie | Engels: Grenada                                                                               |
| Guernsey                                                                        | Brits Kroonbezit | Engels: Guernsey Frans: Guernesey                                                             |
| Hongkong                                                                        | Kroonkolonie | Engels: Hong Kong Kantonees: Hong Kong / 香港                                                 |
| Jersey                                                                          | Brits Kroonbezit | Engels en Frans: Jersey                                                                       |
| Kaaimaneilanden                                                                 | Kroonkolonie | Engels: Cayman Islands                                                                        |
| Kenia (tot 12 december)                                                         | Protectoraat en Kroonkolonie (tot 1 juni) Protectoraat en Kroonkolonie met zelfbestuur (van 1 juni tot 12 december) | Engels: Kenya                                                                                 |
| Line-eilanden                                                                   | Overzees bezit | Engels: Line Islands                                                                          |
| Maldivische Eilanden                                                            | Protected state: Sultanaat van de Maldivische Eilanden                                                              | Engels: Maldive Islands                                                                       |
| Malta                                                                           | Kroonkolonie | Engels, Italiaans en Maltees: Malta                                                           |
| Man                                                                             | Brits Kroonbezit | Engels: Isle of Man Manx-Gaelisch: Ellan Vannin                                               |
| Mauritius                                                                       | Kroonkolonie | Engels: Mauritius                                                                             |
| Montserrat                                                                      | Kroonkolonie | Engels: Montserrat                                                                            |
| Muscat en Oman                                                                  | Protected state: Sultanaat Muscat en Oman                                                                           | Arabisch: Masqaṭ wa-‘Umān / مسقط وعمان Engels: Muscat and Oman                                |
| Noord-Borneo (tot 31 augustus)                                                  | Kroonkolonie | Engels: North Borneo                                                                          |
| Noord-Rhodesië (vanaf 31 december)                                              | Protectoraat | Engels: Northern Rhodesia                                                                     |
| Nyasaland (vanaf 31 december)                                                   | Protectoraat | Engels: Nyasaland                                                                             |
| Qatar                                                                           | Protected state | Arabisch: Qatar / قطر Engels: Qatar                                                           |
| Rhodesië en Nyasaland (tot 31 december)                                         | Kroonkolonie | Engels: Rhodesia and Nyasaland                                                                |
| Sabah (van 31 augustus tot 16 september)                                        | Gebied met zelfbestuur                                                                                              | Maleis: Sabah                                                                                 |
| Saint Christopher, Nevis en Anguilla                                            | Kroonkolonie | Engels: Saint Christopher, Nevis and Anguilla                                                 |
| Saint Lucia                                                                     | Kroonkolonie | Engels: Saint Lucia                                                                           |
| Saint Vincent                                                                   | Kroonkolonie | Engels: Saint Vincent                                                                         |
| (tot 10 augustus) Sarawak (tot 16 september) (van 10 augustus tot 16 september) | Kroonkolonie (tot 31 augustus) Gebied met zelfbestuur (van 31 augustus tot 16 september)                            | Engels: Sarawak Maleis: Sarawak / سراوق                                                       |
| Seychellen                                                                      | Kroonkolonie | Engels: Seychelles                                                                            |
| Singapore (tot 31 augustus)                                                     | Kroonkolonie met zelfbestuur                                                                                        | Engels: Singapore                                                                             |
| Sint-Helena                                                                     | Kroonkolonie | Engels: Saint Helena                                                                          |
| Swaziland                                                                       | Protectoraat | Engels: Swaziland Swazi: eSwatini                                                             |
| Tonga                                                                           | Protected state: Koninkrijk Tonga                                                                                   | Engels en Tongaans: Tonga                                                                     |
| Turks- en Caicoseilanden                                                        | Kroonkolonie | Engels: Turks and Caicos Islands                                                              |
| Verdragsstaten                                                                  | Protected states | Arabisch: ولايات الساحل المتصالح Engels: Trucial States                                       |
| Zanzibar (tot 10 december)                                                      | Protectoraat: Sultanaat Zanzibar                                                                                    | Arabisch: Zanjibār / زنجبار Engels en Swahili: Zanzibar                                       |
| Zuid-Arabië (vanaf 18 januari)                                                  | Protectoraat | Arabisch: محمية عدن Engels: Protectorate of South Arabia                                      |
| Zuid-Arabische Federatie                                                        | Kroonkolonie | Arabisch: Ittihad al-Janūb al-‘arabī / اتحاد الجنوب العربي Engels: Federation of South Arabia |
| Zuid-Rhodesië (vanaf 31 december)                                               | Kolonie met zelfbestuur                                                                                             | Engels: Southern Rhodesia                                                                     |

### Deense niet-onafhankelijke gebieden
Faeröer was een autonome provincie van Denemarken en maakte eigenlijk integraal deel uit van dat land, maar werd vaak beschouwd als afhankelijk gebied. Groenland was een gewone provincie van Denemarken en had geen autonome status, maar werd ook vaak gezien als afhankelijk gebied.
| Korte landsnaam (Nederlands) | Status             | Korte landsnaam (oorspronkelijke taal/talen) |
| ---------------------------- | ------------------ | -------------------------------------------- |
| Faeröer                      | Autonome provincie | Deens: Færøerne Faeröers: Føroyar            |
| Groenland                    | Provincie          | Deens: Grønland                              |

### Finse niet-onafhankelijke gebieden
Åland maakte eigenlijk integraal onderdeel uit van Finland, maar heeft sinds de Vrede van Parijs (1856) een internationaal erkende speciale status met grote autonomie.
| Korte landsnaam (Nederlands) | Status          | Korte landsnaam (oorspronkelijke taal/talen) |
| ---------------------------- | --------------- | -------------------------------------------- |
| Åland                        | Autonoom gebied | Zweeds: Åland                                |

### Franse niet-onafhankelijke gebieden
Alle Franse overzeese gebieden maakten integraal onderdeel uit van Frankrijk en het land kende dus officieel geen afhankelijke gebieden. De Franse overzeese gebieden werden echter wel vaak als zodanig beschouwd, al werden soms alleen de overzeese gebieden die geen overzees departement waren, beschouwd als afhankelijke gebieden. Voor de volledigheid zijn hier alle Franse overzeese gebieden opgenomen. Merk op dat van de Franse Zuidelijke en Antarctische Gebieden de claim op Antarctica internationaal niet erkend wordt.
| Korte landsnaam (Nederlands)              | Status                                  | Korte landsnaam (oorspronkelijke taal/talen)       |
| ----------------------------------------- | --------------------------------------- | -------------------------------------------------- |
| (tot 13 juli) Comoren (vanaf 13 juli)     | Autonoom overzees territorium           | Frans: Comores                                     |
| Franse Zuidelijke Gebieden                | Overzees territorium                    | Frans: Terres australes et antarctiques françaises |
| Frans-Guyana                              | Overzeese regio en overzees departement | Frans: Guyane                                      |
| Frans-Polynesië                           | Overzees territorium                    | Frans: Polynésie française                         |
| Frans-Somaliland                          | Overzees territorium                    | Frans: Côte française des Somalis                  |
| Guadeloupe                                | Overzeese regio en overzees departement | Frans: Guadeloupe                                  |
| Martinique                                | Overzeese regio en overzees departement | Frans: Martinique                                  |
| Nieuw-Caledonië                           | Overzees territorium                    | Frans: Nouvelle-Calédonie                          |
| Réunion                                   | Overzeese regio en overzees departement | Frans: Réunion                                     |
| Saint-Pierre en Miquelon                  | Overzees territorium                    | Frans: Saint-Pierre et Miquelon                    |
| Verspreide Eilanden in de Indische Oceaan | Overzees bezit                          | Frans: Îles éparses de l'océan indien              |
| Wallis en Futuna                          | Overzees territorium                    | Frans: Wallis-et-Futuna                            |

### Indiase niet-onafhankelijke gebieden
| Korte landsnaam (Nederlands) | Status                          | Korte landsnaam (oorspronkelijke taal/talen)                              |
| ---------------------------- | ------------------------------- | ------------------------------------------------------------------------- |
| Sikkim                       | Protectoraat: Koninkrijk Sikkim | Engels: Sikkim Nepalees: Sikkim / सिक्किम Sikkimees: ′Bras Ljongs / འབྲས་ལྗོངས་ |

### Nederlandse niet-onafhankelijke gebieden
Het Koninkrijk der Nederlanden bestond uit drie gelijkwaardige landen: Nederland, Suriname en de Nederlandse Antillen. Deze laatste twee waren dus officieel geen afhankelijke gebieden van Nederland, maar werden vaak toch als zodanig gezien.
| Korte landsnaam (Nederlands) | Status | Korte landsnaam (oorspronkelijke taal/talen)                                             |
| ---------------------------- | ------ | ---------------------------------------------------------------------------------------- |
| Nederlandse Antillen         | Land   | Engels: Netherlands Antilles Nederlands: Nederlandse Antillen Papiaments: Antia Hulandes |
| Suriname                     | Land   | Nederlands: Suriname                                                                     |

### Nieuw-Zeelandse niet-onafhankelijke gebieden
| Korte landsnaam (Nederlands) | Status             | Korte landsnaam (oorspronkelijke taal/talen) |
| ---------------------------- | ------------------ | -------------------------------------------- |
| Cookeilanden                 | Afhankelijk gebied | Engels: Cook Islands                         |
| Niue                         | Afhankelijk gebied | Engels: Niue                                 |
| Tokelau-eilanden             | Afhankelijk gebied | Engels: Tokelau Islands                      |

### Noorse niet-onafhankelijke gebieden
Spitsbergen maakte eigenlijk integraal onderdeel uit van Noorwegen, maar had volgens het Spitsbergenverdrag een internationaal erkende speciale status met grote autonomie. Jan Mayen viel niet onder het Spitsbergenverdrag, maar werd wel bestuurd door de gouverneur van Spitsbergen. Bouveteiland, Peter I-eiland en Koningin Maudland waren afhankelijke gebieden van Noorwegen, maar de (Antarctische) claims op de laatste twee werden internationaal niet erkend.
| Korte landsnaam (Nederlands) | Status                                                 | Korte landsnaam (oorspronkelijke taal/talen) |
| ---------------------------- | ------------------------------------------------------ | -------------------------------------------- |
| Bouvet                       | Afhankelijk gebied                                     | Noors: Bouvetøya                             |
| Jan Mayen                    | Gebied onder bestuur van de gouverneur van Spitsbergen | Noors: Jan Mayen                             |
| Spitsbergen                  | Gebied met speciale status                             | Noors: Svalbard                              |

### Portugese niet-onafhankelijke gebieden
De Portugese overzeese provincies waren officieel een integraal onderdeel van Portugal, maar werden internationaal als Portugese kolonies beschouwd.
| Korte landsnaam (Nederlands) | Status              | Korte landsnaam (oorspronkelijke taal/talen) |
| ---------------------------- | ------------------- | -------------------------------------------- |
| Angola                       | Overzeese provincie | Portugees: Angola                            |
| Kaapverdië                   | Overzeese provincie | Portugees: Cabo Verde                        |
| Macau                        | Overzeese provincie | Portugees: Macau                             |
| Mozambique                   | Overzeese provincie | Portugees: Moçambique                        |
| Portugees-Guinea             | Overzeese provincie | Portugees: Guiné Portuguesa                  |
| Portugees-Timor              | Overzeese provincie | Portugees: Timor Português                   |
| Sao Tomé en Principe         | Overzeese provincie | Portugees: São Tomé e Príncipe               |

### Spaanse niet-onafhankelijke gebieden
De Spaanse overzeese provincies waren een integraal onderdeel van Spanje, maar werden internationaal gezien als Spaanse kolonies. Spaans-Guinea, officieel de Spaanse Equatoriale Regio, bestond uit de provincies Fernando Poo en Río Muni.
| Korte landsnaam (Nederlands) | Status              | Korte landsnaam (oorspronkelijke taal/talen) |
| ---------------------------- | ------------------- | -------------------------------------------- |
| Ifni                         | Overzeese provincie | Spaans: Ifni                                 |
| Spaanse Sahara               | Overzeese provincie | Spaans: Sahara Español                       |
| Spaans-Guinea                | Overzeese regio     | Spaans: Región Ecuatorial Española           |

### Zuid-Afrikaanse niet-onafhankelijke gebieden
| Korte landsnaam (Nederlands) | Status        | Korte landsnaam (oorspronkelijke taal/talen)                                    |
| ---------------------------- | ------------- | ------------------------------------------------------------------------------- |
| Zuidwest-Afrika              | Mandaatgebied | Afrikaans: Suidwes-Afrika Engels: South West Africa Nederlands: Zuidwest-Afrika |

### Door de VN bestuurd gebied
| Korte landsnaam (Nederlands)       | Status                                       | Korte landsnaam (oorspronkelijke taal/talen) |
| ---------------------------------- | -------------------------------------------- | -------------------------------------------- |
| Westelijk Nieuw-Guinea (tot 1 mei) | United Nations Temporary Executive Authority | Engels: Western New Guinea                   |